# Грибское
Гри́бское — село в Благовещенском районе Амурской области России.
Административный центр Грибского сельсовета.

## География
Село Грибское стоит в 10 км от левого берега реки Амур.
Дорога к селу Грибское идёт от Благовещенска через сёла Владимировка и Волково, расстояние — 16 км.
От села Грибское на восток идёт дорога к селу Дроново, на юго-восток — к селу Удобное, а на юг — к селу Передовое.

## Население
| 2002 | 2010  | 2012  | 2013 | 2014 | 2015 | 2016 |
| ---- | ----- | ----- | ---- | ---- | ---- | ---- |
| 829  | ↗972  | ↗978  | ↗983 | ↘976 | ↗977 | ↘967 |
| 2017 | 2018  | 2021  |      |      |      |      |
| ↗990 | ↗1000 | ↗1016 |      |      |      |      |

## Инфраструктура
Сельскохозяйственные предприятия Благовещенского района.